# Teágenes de Régio
Teágenes de Régio (em grego:  Θεαγένης ὁ Ῥηγῖνος, Theagenēs ho Rhēginos; c. 529-522 a. C.) foi um crítico literário grego do século VI a. C. Nascido em Régio (atual Régio da Calábria), ele é conhecido por ter defendido a mitologia de Homero, a partir de ataques mais racionalistas. Ao fazê-lo, ele se tornou um dos primeiros proponentes do método alegórico de ler textos.
Tudo o que ele escreveu está perdido para a história contemporânea. Informações sobre a sua vida estão disponíveis nos documentos existentes escritos por seus contemporâneos, e os das gerações futuras, que sentiram sua influência.